# Грицик Роман Васильович
Рома́н Васи́льович Гри́цик (29 травня 1986 — 29 серпня 2014) — молодший сержант батальйону патрульної служби міліції особливого призначення «Івано-Франківськ», учасник російсько-української війни.

## Короткий життєпис
Народився 1986 року в смт Отинія (Коломийський район, Івано-Франківська область). До 9-го класу навчався в Отинійській ЗОШ, 2003-го року закінчив івано-франківську ЗОШ № 21. У ВПТУ № 18 здобув професію бармена. Протягом 2005—2006 років пройшов строкову службу в армії (Львівська область).
У часі війни — молодший сержант міліції, боєць батальйону патрульної служби міліції особливого призначення «Івано-Франківськ». В зоні бойових дій перебував з 18 серпня 2014 року.
Загинув при виході колони з Іловайська «гуманітарним коридором» на дорозі поміж селом Новокатеринівка та хутором Горбатенко.
3 вересня 2014-го тіло Романа Грицика разом з тілами 96 інших загиблих у Іловайському котлі привезено до дніпропетровського моргу. 16 жовтня 2014 року тимчасово похований на Краснопільському цвинтарі міста Дніпропетровська, як невпізнаний Герой.
Ідентифікований серед загиблих за ДНК-експертизою, 3 квітня 2015 року відбулася поминальна панахида за трьома загиблими бійцями батальйону, 4 квітня похований у селі Чукалівка, Тисменицький район.
Залишилися батько Василь і мама Ганна Грицики, дружина Алла та троє маленьких дітей, дві доньки — Настя 2009 р.н., Віка 2012 р.н. і син Максим, який народився у січні 2015 року, вже після загибелі батька.
Народження Романового сина пощанували його побратими. Під вікнами Івано-Франківського пологового будинку вишикувалися дві шеренги людей у камуфляжі. Коли з дверей вийшла молода жінка та офіцер із дитиною на руках — їх зустріли оплесками. На Водохреща Максима Грицика похрестили;. серед 4-х хрещених батьків — двоє Романових побратимів.

## Нагороди і вшанування
За особисту мужність і героїзм, виявлені у захисті державного суверенітету та територіальної цілісності України, вірність військовій присязі під час російсько-української війни, відзначений — нагороджений
- 15 травня 2015 року — орденом «За мужність» III ступеня (посмертно)[1]
- 25 квітня 2019 року йому присвоєно звання «Почесний громадянин міста Івано-Франківська» (посмертно).
- 5 травня 2015 року в івано-франківській ЗОШ № 21 відкрито пам'ятну дошку випускнику Роману Грицику.
- Його портрет розміщений на меморіалі «Стіна пам'яті полеглих за Україну» у Києві: секція 4, ряд 1, місце 7
- Вшановується 29 серпня на щоденному ранковому церемоніалі вшанування українських захисників, які загинули цього дня у різні роки внаслідок російської збройної агресії[2]
- Іловайський Хрест (посмертно)